# レフ・グミリョフ
レフ・ニコラエビッチ・グミリョフ（ロシア語:  Лев Никола́евич Гумилёв, ラテン文字転写:  Lev Nikolayevich Gumilev; 1912年10月1日 - 1992年6月15日）は、ソビエト連邦の歴史家、民俗学者、人類学者。レフ・グミリョーフとも。「激情の理論」で知られ、ソ連崩壊後のロシア・ナショナリズムやネオ・ユーラシア主義に影響を与えた。 

## 生涯
ロシア帝国サンクトペテルブルク市ツァールスコエ・セロー（現プーシキン）出身。父ニコライ・グミリョフ、母アンナ・アフマートヴァは、共に同国の詩人。
1944年にソ連赤軍に自主的に入隊、ベルリンの戦いにも参加した。復員後はソビエト連邦諸民族民俗学博物館に勤務したが、1949年にNKVDに逮捕。1956年のスターリン批判で釈放されてからはエルミタージュ博物館やレニングラード国立大学で働くなど学者の道を歩む。

## 業績
彼の学説は、ソビエト連邦の崩壊後のネオ・ユーラシア主義誕生に影響を与えた。
カザフスタン共和国の首都アスタナには、同国の初代大統領ヌルスルタン・ナザルバエフによってL.N.グミリョフ・ユーラシア国立大学が創設されている。

### 英語文献
- Titov, Alexander Sergeevich (2005年3月). “Lev Gumilev, ethnogenesis and Eurasianism.” (英語).  ユニヴァーシティ・カレッジ・ロンドン. 2022年3月18日閲覧。

### 日本語文献
- 佐藤優『甦る怪物(リヴィアタン)―私のマルクス ロシア篇』第6章、文藝春秋、2009年6月
- 安井亮平 (1993). “レフ・グミリョーフをめぐってあれこれ”. ロシア史研究 53:  61-67. ISSN 0386-9229.